# Ragnhild Hveger
Ragnhild Tove Andersen-Hveger (Nyborg, 10 december 1920 – 1 december 2011) was een Deens zwemster. Tussen 1936 en 1943 zwom ze 44 wereldrecords, waarvan in 1941 19 records (diverse afstanden vrije slag) gelijktijdig op haar naam stonden. Daarnaast behaalde ze ook wereldrecords op enkele afstanden van de rugslag.

## Biografie
Hveger trok al vroeg (1933) de aandacht bij haar zwemvereniging in Helsingør en deed op pas vijftienjarige leeftijd mee aan de Olympische Zomerspelen 1936 in Berlijn. Daar won ze, op een seconde afstand van de olympisch kampioene Rie Mastenbroek, een zilveren medaille op de 400 meter vrije slag. Tijdens de Europese kampioenschappen zwemmen 1938 won ze drie gouden medailles: op de 100 meter, 400 meter en 4x100 meter vrije slag (de laatste afstand zwom ze met het Deense team).
De jaren na de Olympische Spelen ('Hitlers Spelen') zwom ze meer dan veertig wereldrecords bij elkaar - op afstanden van 200 tot 1500 meter en zowel op de vrije slag als op de rugslag. Hveger zette ook 52 Deense records op haar naam en ze won 20 Deense zwemkampioenschappen. Internationaal kreeg ze om die reden de bijnaam "de gouden torpedo". Diverse wereldrecords hielden vele jaren stand; de 200, 800 en 1500 meter vrije slag stonden 17 jaar op haar naam - de 400 meter vrije slag zelfs 19 jaar.
Door de Tweede Wereldoorlog konden de Olympische Zomerspelen van 1940 en die van 1944 geen doorgang vinden. Gezien Hvegers goede resultaten op de Spelen van 1936, op het EK zwemmen 1938 en haar tientallen wereldrecords had ze gerede kansen op het winnen van veel olympisch goud. Dat gebeurde dus niet, maar Hveger bleef wel zwemmen tijdens de oorlogsjaren. Na de oorlog zat ze enkele weken gevangen vanwege haar banden met de nationaalsocialisten. Ze was namelijk sinds 1943 woonachtig in het Duitse Kiel, werkte als telefoniste bij de Wehrmacht en ook haar naaste familieleden waren nauw verbonden met de bezetter. Zo waren haar ouders lid van de Deense evenknie van de NSDAP, was haar broer een oostfrontvrijwilliger en was haar verloofde een Duitse officier die sneuvelde tijdens de oorlog. Door dit naziverleden, gecombineerd met het feit dat ze na de oorlogsjaren in Zweden een betaald zwemlerares was en uit pure noodzaak ook enkele door haar gewonnen bekers verkocht had, werd ze uitgesloten van de Deense sportploeg voor de Olympische Zomerspelen 1948 in Londen.
In 1948 had ze herkwalificatie als amateurzwemster aangevraagd bij de Deense Zwembond. Twee jaar later werd haar verzoek ingewilligd. Eind 1950 zwom ze haar eerste wedstrijden in jaren weer, maar ze bleef ver boven haar persoonlijke record. Hveger (inmiddels 31 jaar) mocht wel meedoen aan de Olympische Zomerspelen 1952 - ze behaalde echter niet meer haar oude niveau. Ze werd vierde op de 4x100 meter vrije slag met het Deense team en individueel werd ze vijfde op de 400 meter vrije slag. Ze stopte in 1954 met haar zwemcarrière. Hveger leidde daarna een teruggetrokken leven met haar echtgenoot (ze huwde in 1950 met Aage Erik Andersen). Ze overleed eind 2011 op bijna 91-jarige leeftijd.

## Voornaamste wereldrecords
- 100 yards vrije slag (59,7 sec.)
- 200 meter vrije slag (2 min. 21,7 sec.)
- 400 meter vrije slag (5 min. 00,1 sec.)
- 800 meter vrije slag (10 min. 52,5 sec.)
- 1500 meter vrije slag (20 min. 57 sec.)
- 200 meter rugslag (2 min. 41,3 sec.)
- 400 meter rugslag (5 min. 38,2 sec.)

Het wereldrecord op de 100 meter vrije slag wist ze nooit op haar naam te zetten.

## Onderscheidingen
- 1966: opname in de International Swimming Hall of Fame[9]
- 1992: opname in de Deense Hall of Fame voor sporters[10]
- 1996: benoemd tot Deense sportvrouw van de eeuw (door Danmarks Idrætsforbund)